# Sofia Sakorafová
Sofia Sakorafová (Σοφία Σακοράφα, * 29. dubna 1957 Trikala) je řecká atletka a politička.
Reprezentovala Řecko v hodu oštěpem. Na Letních olympijských hrách 1976 a Letních olympijských hrách 1980 vypadla v kvalifikaci, vyhrála Středomořské hry 1979 a na domácím mistrovství Evropy v atletice 1982 v Aténách získala bronzovou medaili. Vytvořila 16. září 1982 ve městě Chania výkonem 74,20 m světový rekord oštěpařek, který platil do 13. června 1983, kdy ho překonala Tiina Lillaková.
V roce 2004 přijala palestinské občanství a vyjádřila úmysl reprezentovat Palestinu na olympiádě, účast jí však nebyla umožněna pro nesplnění výkonnostního limitu.
Je absolventkou Aristotelovy univerzity v Soluni, pracovala jako učitelka tělocviku. Od roku 2000 byla poslankyní řeckého parlamentu za Panhelénské socialistické hnutí. V roce 2010 odmítla hlasovat pro úsporný vládní program a byla ze strany vyloučena. Ve volbách 2012 kandidovala za Syrizu a byla zvolena do parlamentu, v roce 2014 se stala europoslankyní. V září 2015 na protest proti přijetí podmínek věřitelů Syrizu opustila a stala se nezařazenou poslankyní v rámci platformy Evropská sjednocená levice a Severská zelená levice.